# 비전쟁군사행동
비전쟁군사행동(非戰爭軍事行動, 영어: military operations other than war, MOOTW)은 전쟁 이외의 군사 작전을 말하며 비전쟁군사작전 혹은 무트와라고도 부른다.

## 역사
MOOTW는 1990년대 미군에서 처음 나왔다. 영국군은 이를 평화지원작전(Peace Support Operations, PSO)이라고 부른다.  MOOTW엔 인도적 지원, 재난구호, 탐색 구조, 군비 통제, 평화유지 등이 들어간다. 대테러 작전도 MOOTW의 영역이다.

## 병원선

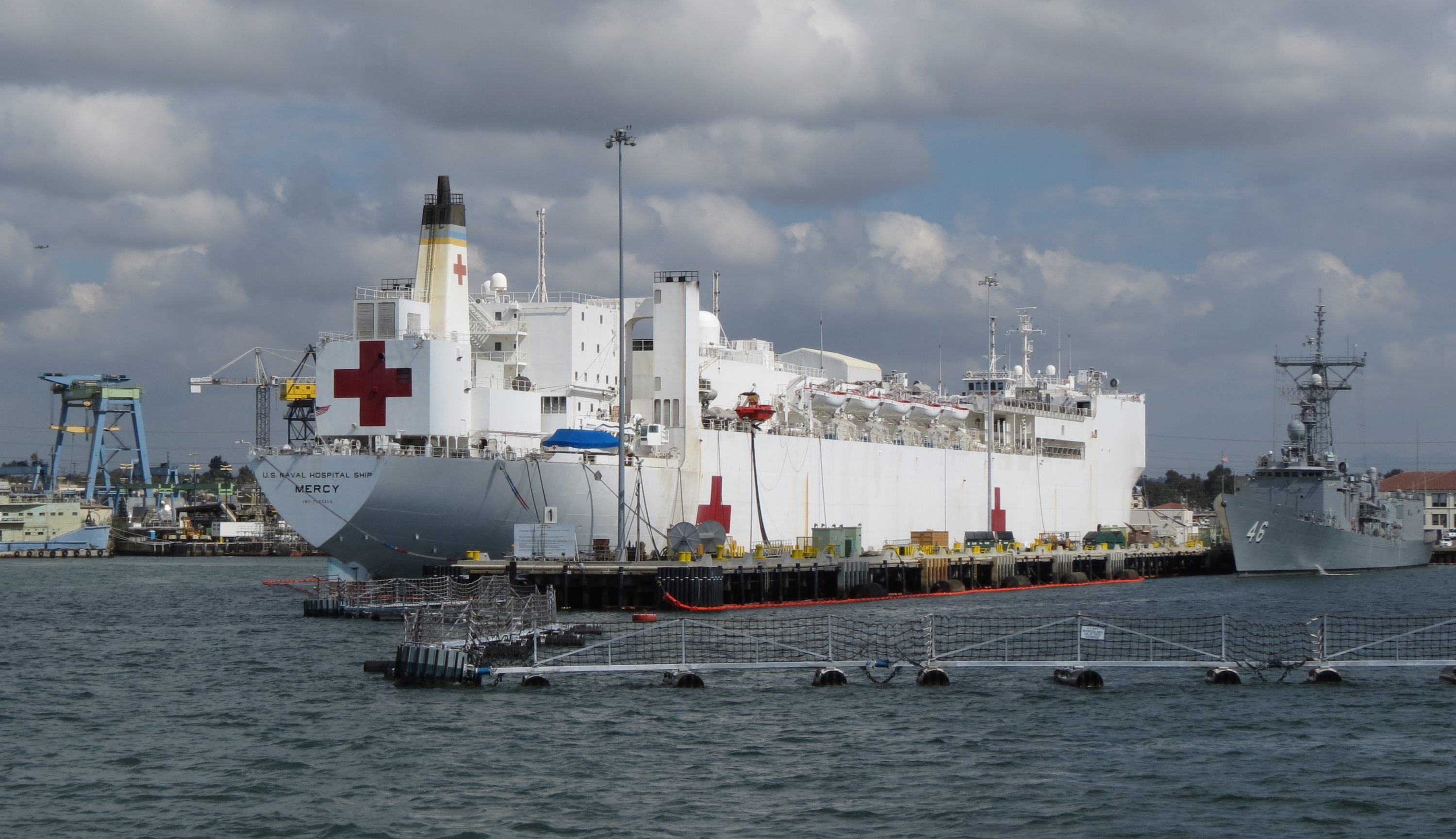
미국 해군 병원선인 배수량 7만톤 USS 머시(T-AH 19)

한산도함은 국내 군함 중 최대 규모의 의무실과 병상을 갖췄다. 독도함의 1.8배의 의무실이 설치되었다. 중환자 처치를 위한 대수술실 1실을 포함한 수술실만 3개실이며, 평상시 평소 진료실, 수술실은 강의실로, 60실 규모(중환자실, 일반병실 구분)의 병실은 실습생 침실로 사용한다.
미국 해군은 2척의 병원선을 보유하고 있다. 병원선은 미국의 비전쟁군사작전(MOOTW)을 상징하는 전력이다. 화물선이나 여객선을 개조해 만든 병원선은 말 그대로 바다에 떠다니는 종합병원이다. 미 해군은 USS 머시(T-AH 19)과 USS 콤포트(T-AH 20) 등 2척의 병원선을 보유하고 있다. 머시함과 콤포트함은 7만t급에 병상은 1000개, 수술실은 12개를 갖췄다.

## 대한민국

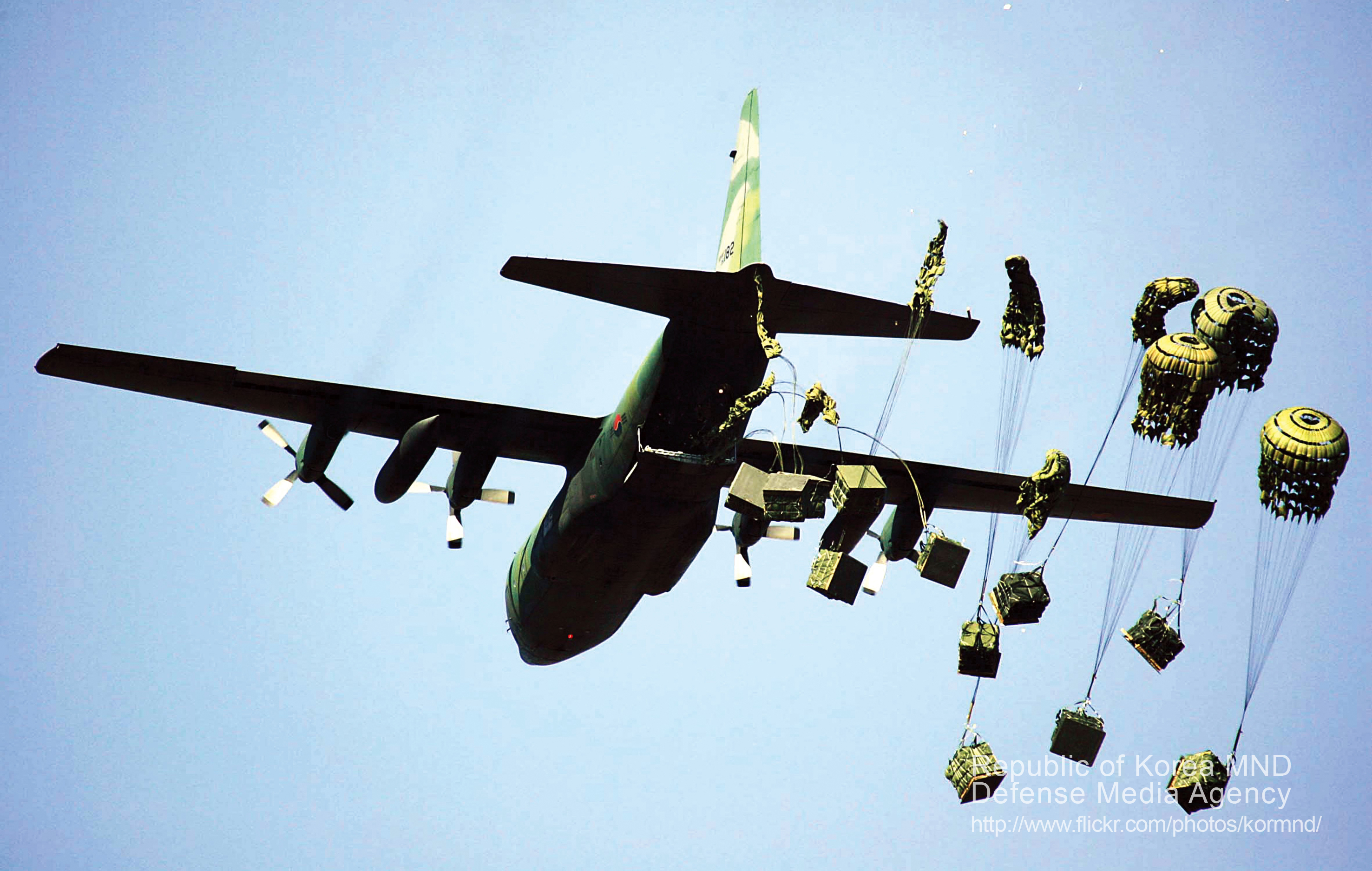
공중에서 물자를 투하중인 대한민국 공군 C-130H 수송기

2004년 12월 대규모 쓰나미로 피해를 입은 스리랑카에 의약품 등 구호물자 5.2t을 지원하기 위해 공군 C-130H 수송기 1대가 동원됐다. C-130H 수송기가 투입된 최초의 해외 재난구호 임무 활동이다.
2006년 3월 1일, 필리핀 레이테섬의 산사태 피해 주민 구호물자 7.5t 수송을 위해 공군 C-130H 수송기 1대가 투입됐다.
2006년 6월 3일, 인도네시아 자바섬에서 진도 6.4의 지진이 발생했다. 의류 및 식품 등 구호물자 7t을 공군 C-130H 수송기 1대로 실어갔다. 2006년 5월 자와섬 지진 참조.
2008년 5월, 87,587명이 사망한 중국 쓰촨성 대지진을 구호하기 위해, 공군 C-130H 수송기 3대가 텐트 등 구호물자 26.6t을 중국으로 수송했다.
2009년 11월, 캄보디아 태풍 피해 구호를 위해 7t의 구호물자를 공군 C-130H 수송기 1대에 실어보냈다.
2011년 3월 11일, 진도 7.3의 동일본대지진이 발생했다. 18,000명 이상이 사망했다. 14일, 서울 공항에서 한국긴급구조대(KOICA 4명, 119구조대 76명, 의료팀 26명, 외교부 2명)가 공군 C-130H 수송기에 탑승해 일본에 도착했다. C-130H 수송기의 여섯 번째 국외 재난구호 임무 활동이다.
2017년 5월 19일, 김해공군기지 제5공중기동비행단은 C-130H 수송기로 2톤 짜리 특수임무 기동차량(군용 SUV, 쌍용 렉스턴)을 250 m 상공에서 투하하는 훈련을 실시했다. 이번 훈련을 지휘한 제259전술공수지원대대장 이우진(공사45기) 중령은 "우리 대대는 기동차량과 같은 중장비 화물 투하능력을 보유한 국내 유일의 작전부대"라고 말했다. 활주로가 파괴된 고립된 재난지역에서도 자동차를 공중 투하할 수 있다.
2018년 10월 8일, 인도네시아 지진 피해를 구호하기 위해서 C-130H 수송기 3대를 투입했다. 현장지휘소가 있는 발릭파판 공항과 지진피해 지역인 술라웨시섬에 있는 팔루 공항을 하루 1, 2회씩 총 26회 왕복해, 총 17,623 km를 비행하며 발릭파판에 모인 247톤 규모의 텐트와 생활용품 등의 구호물품을 재난지역으로 공수했다.
2018년 10월 27일, 태풍 위투로 사이판에 고립된 한국 관광객을 긴급소개(Emergency evacuation) 하기 위해, 김해공군기지에서 제5공중기동비행단의 C-130H 수송기 1대가 이륙했다. 사이판 공항은 태풍 피해로 관제탑이 파괴되어 일체 관제지원을 받지 못했다. 4회를 비행해 799명의 한국인 관광객을 무사히 데려왔다.
2019년 6월 18일, 동해에서 공군 C-130H 수송기를 이용한 탐색구조(Search and rescue) 훈련을 실시했다. C-130 수송기가 약 500피트(152m) 상공에서 구명정과 생환물품을 투하한다. 이어 공군 공정통제사(CCT)가 조난자를 구조하기 위해 전술보트와 함께 1,250피트(381m) 상공의 C-130 공군 수송기에서 강하한다. 고무보트가 먼저 낙하하고, 그 뒤로 6명의 CCT 요원이 차례로 낙하한다. CCT 요원들은 바다 위로 떨어짐과 동시에 낙하산을 벗는다. 헤엄쳐 100여 ｍ 떨어진 고무보트에 도착한 CCT 요원들은 고무보트에 매달린 낙하산을 분리한 후 낙하 충격으로부터 고무보트와 모터 등을 보호하기 위해 포장된 완충제 등을 제거한다. 완충제를 모두 제거한 6명의 CCT 요원들이 고무보트에 올라 모터를 부착하고 시동을 걸기까지 30여 분 걸린다.
2020년 1월 30일, 코로나19 범유행으로 중국 우한에 고립된 한국인 관광객을 긴급소개(Emergency evacuation) 하기 위해서, 대한항공 보잉 747 전세기가 동원되었다. 이에 대해, 최근 도입한 김해공군기지 제5공중기동비행단의 에어버스 A330 MRTT 수송기로 비전쟁군사작전을 했으면 더 바람직하지 않았겠는가 하는 의견이 보도되기도 했다.
2021년 8월, 카불 함락 이후 아프가니스탄의 탈레반 세력에 위협을 받을 것이라 예상된 대한민국 정부 협력자를 구출하기 위한 미라클 작전이 시행되었다. 대한민국 공군 에어버스 A330 MRTT 수송기를 사상 처음으로 비전쟁군사행동에 투입하였다.

## 같이 보기
- KC-330 시그너스